# The Word Girl
The Word Girl is een nummer van de Britse band Scritti Politti uit 1985. Het is de vierde single van hun tweede studioalbum Cupid & Psyche '85.
Het reggaenummer werd een hit in het Verenigd Koninkrijk, Nederland en Nieuw-Zeeland. In het Verenigd Koninkrijk bereikte het de 8e positie, en in de Nederlandse Top 40 de 16e.